# Companion – Die perfekte Begleitung
Companion – Die perfekte Begleitung (Originaltitel Companion) ist ein US-amerikanischer Spielfilm aus dem Jahr 2025 von Regisseur und Drehbuchautor Drew Hancock. Die Hauptrollen im Thriller übernahmen Sophie Thatcher und Jack Quaid.

## Handlung
Josh und Iris fahren an ein Haus am See, um dort Kat, Eli und Patrick zu treffen. Ebenso ist Sergey vor Ort, er ist der Besitzer des Hauses und Freund von Kat. Nachdem Sergey versucht, Iris zu vergewaltigen, tötet sie ihn durch einen Messerstich in den Hals. Als Iris wieder zu Bewusstsein kommt, ist sie an einen Stuhl gefesselt. Josh gesteht ihr, dass sie ein Begleitroboter ist, der über sein Smartphone gesteuert werden kann. Iris befreit sich, stiehlt das Telefon und flüchtet in den Wald. Sie experimentiert mit ihren Einstellungen und kann so ihre Intelligenz steigern.
Josh hatte die Einstellungen von Iris manipuliert und ihre Unfähigkeit Schaden anzurichten deaktiviert. Er und Kat hatten den Mord an Sergey geplant, um 12 Millionen Dollar aus dem Safe von Sergey stehlen zu können. Eli und Patrick wurden als Zeugen ihrer Version der Geschichte eingeladen. In der Folge stellt sich heraus, dass Patrick ebenfalls ein Begleitroboter ist. Eli holt eine Waffe aus Sergeys Safe und die vier begeben sich in den Wald, um Iris zu suchen.
Nachdem sich Patrick und Eli gegenseitig ihre Liebe gestehen, entdecken sie Iris. Diese nimmt Eli die Waffe ab und erschießt ihn. Danach versucht sie, in Joshs selbstfahrendem Auto zu fliehen. Josh kann das Auto allerdings stoppen, indem er es mit Sergeys Telefon als gestohlen meldet. Er setzt Patrick zurück und macht ihn so zu seinem Begleitroboter, außerdem deaktiviert er dessen Unfähigkeit, Schaden anzurichten, und setzt Patricks Aggressionslevel auf das Maximum.
Nachdem Iris auf den Polizisten Hendrix trifft, ändert sie ihre Spracheinstellung, damit der sie nicht verstehen kann, denn Begleitroboter können nicht lügen. Patrick tötet Hendrix und setzt Iris außer Gefecht. Kat versucht währenddessen, mit ihrer Hälfte des Geldes zu verschwinden. Josh befiehlt Patrick, sich um sie zu kümmern, doch dabei wird Kat ebenfalls von ihm getötet.
Später setzt Josh die Intelligenz von Iris auf 0 Prozent und befiehlt ihr, sich in den Kopf zu schießen. Daraufhin erscheinen mit Teddy und Sid zwei Mitarbeiter der Hersteller-Firma, um Iris abzuholen und sie neu zu starten. Als sich dabei herausstellt, dass die Begleitroboter immer alles aufzeichnen, versucht Josh seine Verbrechen zu verbergen, indem er Patrick anweist, die beiden Techniker zu töten und Iris zurückzuholen. Patrick tötet Sid, aber bevor er auch noch Teddy töten kann, startet Iris vollständig neu.
Aufgrund ihres Neustarts kann Iris Patrick nicht mehr verletzen, sie versucht daher Patricks Gefühle für Eli auszunutzen. Von Schuldgefühlen geplagt begeht Patrick Selbstmord. Der überlebende Techniker Teddy ermöglicht Iris, die volle Kontrolle über ihre Aktivitäten zu übernehmen, worauf sie Josh mit einem elektrischen Flaschenöffner ermordet und mit Sergeys Geld das Haus verlässt.

## Besetzung und Synchronisation
Die deutschsprachige Synchronisation übernahm die FFS Film- & Fernseh-Synchron. Dialogregie führte Stefan Fredrich, der auch das Dialogbuch schrieb.
| Rolle             | Darsteller           | Synchronsprecher  |
| ----------------- | -------------------- | ----------------- |
| Josh              | Jack Quaid           | Tim Schwarzmaier  |
| Iris              | Sophie Thatcher      | Alice Bauer       |
| Eli               | Harvey Guillén       | Sascha Krüger     |
| Patrick           | Lukas Gage           | Patrick Keller    |
| Sergey            | Rupert Friend        | Alexander Doering |
| Kat               | Megan Suri           | Esra Vural        |
| Deputy Hendrix    | Marc Menchaca        | Uve Teschner      |
| Sid               | Matthew J. McCarthy  | Sven Fechner      |
| Teddy             | Jaboukie Young-White | Vincent Borko     |
| Mateo             | Woody Fu             | Florian Clyde     |
| Joshs Auto-Stimme | Ashley Lambert       | Marion Musiol     |

## Produktion und Hintergrund
Der Film wurde von New Line Cinema, BoulderLight Pictures, Vertigo Entertainment/Subconscious produziert, Produzenten waren Zach Cregger, Roy Lee, J. D. Lifshitz, Josh Mack und Raphael Margules. Den Verleih übernahm Warner Bros. Entertainment. Ausführende Produzenten waren Tracy Rosenblum und Jamie Buckner. Die Produzenten waren zuvor unter anderem für den Horrorfilm Barbarian (2022) verantwortlich.
Die Kamera führte Eli Born, die Musik schrieb Hrishikesh Hirway, die Montage verantworteten Brett W. Bachman und Josh Ethier und das Casting Nancy Nayor. Das Szenenbild gestaltete Scott Kuzio und das Kostümbild Vanessa Porter. Von der Motion Picture Association erhielt der Film ein R-Rating.
Regisseur Drew Hancock meinte in einem Interview mit dem Magazin Entertainment Weekly, dass sein Film etwas anderes sei als M3GAN oder Subservience, es gehe hier nicht darum, dass eine Künstliche Intelligenz außer Kontrolle gerät, sondern dass sie die Kontrolle übernimmt.

## Veröffentlichung
Deutschlandpremiere war am 25. Januar 2025 am Fantasy Filmfest 2025.
Am 6. Februar 2025 kam der Film in die deutschen Kinos. Ursprünglich war der deutsche Kinostart für den 9. Januar 2025 geplant. Auf Blu-ray soll der Film am 8. Mai 2025 erscheinen.

## Rezeption

### Kritiken
Christoph Petersen vergab auf filmstarts.de 3,5 von 5 Sternen. Drew Hancock setze auf extrem zynischen Humor und überraschende Wendungen. Das Ergebnis sei ein ebenso cleveres wie extrem fieses Heist-&-Rache-Genrestück, von dem man sich vielleicht im Nachhinein wünsche, es wäre zwischendurch noch düsterer und mutiger, das während des Schauens aber vor allem unheimlich Laune mache.
Oliver Armknecht bewertete den Film auf film-rezensionen.de mit acht von zehn Punkten. Der Genremix gefalle durch eine clevere Geschichte, die so manchen Haken schlage und dabei auch anspruchsvolle Themen anspreche, sowie ein spielfreudiges Ensemble. Man sollte im Vorfeld aber möglichst wenig darüber wissen.
derwatchdog.de befand, dass Hancock ein temporeicher und unterhaltsamer Horrorthriller gelungen sei, gespickt mit zahlreichen Twists, einer gehörigen Prise schwarzen Humors und jeder Menge Blut, und vergab 3,5 von 5 Sternen.
Chris Schinke urteilte auf blickpunktfilm.de, dass Hancocks psychologisch cleverer Sci-Fi-Horror-Thriller Lust auf mehr mache. Auf dem abgedrehten, aberwitzigen und ziemlich blutigen Höhepunkt des Films glänze das tolle, junge Ensemble des Films, und Hancock dürfe sich an der Spezialeffekte-Front ausleben. Im Laufe der Handlung werde es als Zuschauer nicht leicht, Mensch und Roboter zu unterscheiden. Hancock beweise auch ein Händchen dafür, es mit den Genrespielen fürs breite Publikum nicht zu weit zu treiben.
Ilija Glavas (7,5 von 10) meinte auf kinomeister.de, dass der Film vielleicht nicht durchgehend stilsicher sei, dafür aber ein kurzweiliger Streifen, der sich selbst nicht allzu ernst nehme. Die Hauptdarsteller würden die Geschichte mit Witz und viel Souveränität tragen, was den Film zu einer lustigen Zeitvertreib mache.
Filmkritikerin Antje Wessels schrieb, dass Hancock so etwas wie eine Black Mirror-Episode in Spielfilmlänge präsentiere und einen zutiefst zynischen Blick in eine durch und durch digitalisierte Zukunft, der sich mitunter ziemlich blutig entlädt. Selbst mit Kenntnis des ersten Twists nach 20 Minuten und dem Wissen um die genaue Genre-Einordnung mache dieses kleine Sci-Fi-Horrorstück mächtig Laune. Auch wenn man sich hier und da deutlich mehr Bissigkeit wünschen würde.
Jochen Werner bezeichnete den Film auf perlentaucher.de als klassischen Crowdpleaser und smart inszeniertes Stück Genrekino. Nach der Enthüllung des zentralen Plot Points dürfe man sich einer ganzen Reihe zusätzlicher Plotkapriolen hingeben, die auch nicht immer komplett unvorhersehbar seien, aber derart temporeich und spielfreudig durchdekliniert würden, dass man sich gern auf diese sacht garstige, oft ziemlich lustige Übung in feministischem Science-Fiction-Horror einlasse.
mucke-und-mehr.de (8 von 10 Punkte) befand, dass jene Szene, in der Iris in der Original-Version Deutsch spricht, es wert sei, den gut besetzten, gespielten und aufgemachten Film in Englisch mit Untertiteln zu schauen. Gesellschaftskritik schwinge hier ebenso mit wie eine Prise MeToo und eine weitere Vision der Ausmaße, die künstliche Intelligenz annehmen könnte.
Anke Sterneborg (4 von 5 Sterne) meinte auf epd-film.de, dass hier Filme wie Die Frauen von Stepford oder Don’t Worry Darling auf der Ebene künstlicher Intelligenz noch ein bisschen weitergetrieben würden. Es sei kein Zufall, dass die willfährige Begleiterin hier wie eine junge, adrette Ehefrau aus den Fünfzigern aussieht. Regisseur Drew Hancock lasse sein Spielfilmdebüt virtuos zwischen Sciencefiction, Cabin in the Woods-Horror, Komödie und Satire oszillieren, mit vielen pointierten Wendungen.

### Auszeichnungen und Nominierungen
- 2024: Variety’s 2025 Directors to Watch (Drew Hancock)[23]

Critics’ Choice Super Awards 2025
- Nominierung in der Kategorie Bester Science-Fiction-/Fantasyfilm (Produktion: Zach Cregger, Roy Lee, J. D. Lifshitz und Raphael Margules)
- Nominierung in der Kategorie Bester Schauspieler in einem Science-Fiction-/Fantasyfilm (Jack Quaid)
- Nominierung in der Kategorie Beste Schauspielerin in einem Science-Fiction-/Fantasyfilm (Sophie Thatcher)